# Col du Portillon
Der Col du Portillon oder Coll del Portillón ist ein Gebirgspass in den Pyrenäen. Er liegt auf der Grenze zwischen Frankreich und Spanien und verbindet Bagnères-de-Luchon im französischen DépartementHaute-Garonne mit Bossòst in der spanischen Provinz Lleida.
Ab dem 7. Januar 2021 war der Col du Portillon für den Durchgangsverkehr gesperrt. Offizielle Begründung war die Abwehr von Terrorismus in Form von geschmuggelten Flüchtlingen. Mutmaßlich waren jedoch lokale Interessen von Geschäftsinhabern Ausschlag gebend, welche so den Einkaufstourismus in das nahe Spanien unterbunden sehen wollten. Die Sperrung wurde nach 13 Monaten aufgehoben.

## Radsport
Der Pass wurde bei den Radrennen Tour de France und Vuelta a España überquert.
Seit der ersten Überquerung im Jahr 1957 befuhr die Tour de France 20 Mal den Portillon. Erster auf der Passhöhe 1957 war Désiré Keteleer, beim letzten Mal 2018 war es Adam Yates.
Bei der Vuelta waren Carlos Hernández Bailo im Jahr 1992 und Karsten Kroon 2003 erfolgreich.